# Lola Greco
Dolores Greco Arroyo, más conocida como Lola Greco (Madrid, 1964) es una bailarina y coreógrafa española, Premio Nacional de Danza en Interpretación en 2009, otorgado por el Ministerio de Cultura.
Inició su formación en la escuela del Ballet Nacional de España (BNE), del que fue primera bailarina a los diecinueve años. Su entrada en el circuito internacional no se hizo esperar con actuaciones en Europa y Estados Unidos. En 1991 el BNE volvió a contar con ella, como primera bailarina invitada y, cinco años más tarde, en la reposición de El sombrero de tres picos, en homenaje a Antonio El Bailarín. Ya desvinculada del BNE, en 1999 creó su propia compañía con la que realizó varias giras internacionales. Desde entonces ha colaborado como bailarina invitada y coreógrafa en diferentes compañías de danza de España. En el Festival de Jerez 2008 estrenó su propio espectáculo Deóperaflamenco y en 2009 asumió el papel protagonista del montaje Fedra, dirigido por Miguel Narros, estrenado en Nápoles y presentado en festivales como el de Mérida.